# Condado de Washakie
O Condado de Washakie é um dos 23 condados do Estado americano do Wyoming. A sede do condado é Worland, que é também a sua maior cidade. O condado tem uma área de 5809 km² (dos quais 7 km² estão cobertos por água), uma população de 8533 habitantes, e uma densidade populacional de 1,47 hab/km² (segundo o censo nacional de 2011). O condado foi fundado em 1911 e o seu nome é uma homenagem a Washakie, chefe da tribo índia Shoshone.